# Лизогуб, Ефим Яковлевич
Ефи́м Я́ковлевич Лизогу́б (укр. Юхим Лизогуб; ? - 1705) — генеральный бунчужный и  хорунжий Войска Запорожского, черниговский полковник.

## Биография
Ефим Лизогуб — сын черниговского полковника Якова Лизогуба. Участник крымских походов в 1687 и 1689 годах.
В 1687 году был поставлен Мазепой генеральным бунчужным, а в 1688 году — генеральным хорунжим, коим оставался по 1698 год.
В 1695 году он находился под Кизикерменом, с известием о взятии которого был послан гетманом в Москву к царю Иоанну V Алексеевичу.
В 1697 году Ефим Яковлевич Лизогуб был послан был гетманом Мазепой в Сечь. После смерти своего отца, Лизогуб в 1698 году был назначен на его место черниговским полковником и в 1700 году со своим полком был в Печорах, под Псковом, где выдержал осаду шведов. В 1702—1703 гг. он находился в походе против шведов под Орешком, по возвращении из коего в Чернигов, умер и был погребен в Черниговском Успенском Елецком монастыре, в котором при его участии и на средства Ефима Лизогуба в 1701 року была построена монастырская колокольня.